# 소교향곡 (야나체크)
《소교향곡》은 레오시 야나체크가 1926년에 작곡한 관현악곡이다. 같은 해 6월 26일에 초연되었다.

## 작곡 계기
1925년에 피세크에서 열린 소콜 체전의 브라스 밴드의 연주를 듣고 쓰게 되었으며, 뒤에 소콜 체전 조직위원회의 위촉을 계기로 이 작품을 완성했다.

## 악장 구성
총 5악장으로 되어 있다.
| 악장 | 제목                   | 빠르기                      |
| ---- | ---------------------- | --------------------------- |
| 1    | 팡파르                 | Allegretto-Allegro maestoso |
| 2    | 성(城)                 | Andante-Allegretto          |
| 3    | 여왕의 수도원          | Moderato                    |
| 4    | 성(城)으로 통하는 거리 | Allegretto                  |
| 5    | 시청사                 | Andante con moto            |

## 악기 편성
- 목관악기: 피콜로(제4플루트를 겸함), 플루트3, 오보에2, 잉글리시 호른, 내림 마조 클라리넷, 클라리넷(내림 나)2, 베이스 클라리넷, 바순2
- 금관악기: 호른(바조)4, 트럼펫(바조)3, 트롬본4, 튜바
- 타악기: 팀파니, 심벌즈, 튜블러 벨
- 현악기: 하프, 현악 5부(제1·2바이올린, 비올라, 첼로, 더블베이스)
- 9대의 다조 트럼펫, 2대의 베이스 트럼펫, 2대의 유포니움은 1악장과 5악장에서만 나온다.